# Manuel Pastó i Benvenuto
Manuel Pastó i Benvenuto fou un compositor i escriptor català, possiblement del segle xx. Membre de la societat general d'autors i editors (SGAE), es desconeixen dades biogràfiques però es conserva el seu arxiu a la SGAE a Barcelona.
Obres de M. Pastó a l'IFMuC

## Obres
- Marquesa del bròquil
- Tempesta d'istiu
- Un mort ressuscitat